# الحاره الوسطى (جبلة)

تعديل مصدري - تعديل

الحارة الوسطى محلة تابعة لقرية الحيثجة، التابعة لعزلة المعشار بمديرية جبلة إحدى مديريات محافظة إب في الجمهورية اليمنية، بلغ تعداد سكانها 70 حسب تعداد اليمن لعام 2004.